# Urbana Elorza
Pour les articles homonymes, voir Elorza.
Urbana Elorza est l'une des deux paroisses civiles de la municipalité de Rómulo Gallegos dans l'État d'Apure au Venezuela. Sa capitale est Elorza, chef-lieu de la municipalité.

## Géographie

### Démographie
Hormis sa capitale Elorza, la paroisse civile possède plusieurs localités dont :
- Alcornocal
- Elorza
  - Agua Linda
  - El Yopito
  - Las Manzanitas
  - Las Piedras
- La Providencia
- Paso Bonito
- Riecito
- Riecito del Oeste
- San Rafael